# Bambara
I bambara o bamana sono un gruppo etnico dell'Africa occidentale appartenente al gruppo dei mandingo, stanziato principalmente nel sud dell'attuale Mali, nelle regioni di Ségou e Koulikoro, nel Burkina Faso, oltre che nell'est del Senegal e nel nord della Costa d'Avorio. Il regno bambara di Ségou è esistito dalla fine del XVII secolo alla metà del XIX secolo. Oggi costituiscono il più grande gruppo etnico mande del Mali, con l'80% della popolazione che parla la lingua bambara, indipendentemente dall'etnia.

## Storia
Come i mandingo e i sarakollé (con cui hanno ancora moltissimi tratti in comune), i bambara discendono dall'antico impero del Mali. Alcuni storici ritengono che si debba a loro l'introduzione dell'agricoltura nell'Africa subsahariana. Dopo il crollo dell'impero del Mali, nella regione si formarono diversi regni, fra cui quello di Segou (1660-1881) e quello di Kaarta (1670-1851). Il Regno Bambara si sviluppò a partire dal XVII secolo e raggiunse l'apice della propria potenza e ricchezza fra gli anni 1760 e 1780, durante il regno del sovrano N'golo Diarra. L'arrivo dei francesi pose fine al regno alla fine del XIX secolo.

## Creazione dell'etnia
Il termine "bambara" (o "banaba") in origine indicava l'immagine stereotipata dell'altro (cattivo-brutto), in contrapposizione agli arabi (buoni-belli). 
I commercianti Juula (di lingua mandingo) chiamavano "banama" (bambara) la massa contadina che non gli era sottomessa. Il termine "bambara" divenne l'emblema dell'ignoranza totale, ma ogni infedele all'islam non era definito "bambara". Il fatto di non essere musulmano era un sistema di classificazione sociale, classificazione sociale che diventerà "etnico" dopo il colonialismo.

## Economia
I bambara sono principalmente agricoltori; in particolare coltivano il miglio. Praticano anche l'allevamento.

## Arte

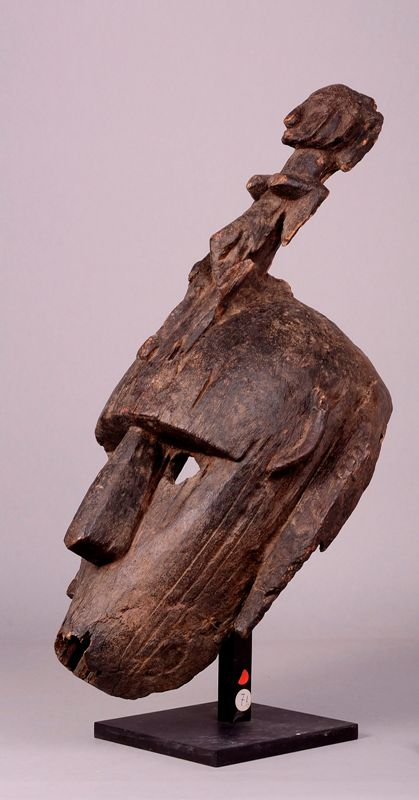
Maschera Bamana, Mali (Raccolte extraeuropee del Castello Sforzesco)

I bambara sono noti per la loro abilità nella lavorazione di ferro, legno, cuoio, ceramica e tessuti. Particolarmente caratteristico della loro produzione artigianale è il chiwara o tjiwara, un copricapo-maschera tradizionale di legno intagliato, in forma di antilope, che viene indossato nelle cerimonie religiose. Tutte le maschere bambara sono realizzate in un particolare stile chiamato segou, caratterizzato tra l'altro da volti piatti, nasi a forma di freccia, e segni triangolari che rappresentano cicatrici decorative. Altra caratteristica dei bambara è la realizzazione di maschere di animali con l'aggiunta di elementi naturali, come le corna.
Una grande mostra di arte bambara è stata tenuta nel 2001-2002 al Rietberg Museum di Zurigo e al Museum of African Art di New York.

## Religione
Nonostante l'azione dei missionari, il cristianesimo non ha mai attecchito in modo significativo nella comunità bambara, che è tutt'oggi prevalentemente animista; in tempi recenti si è osservato invece un processo di islamizzazione.

## Società
La società tradizionale bambara è suddivisa in sei caste iniziatiche maschili, chiamate dyow (al singolare dyo), per esempio i komo e i koré.